# G-3 (Europa)

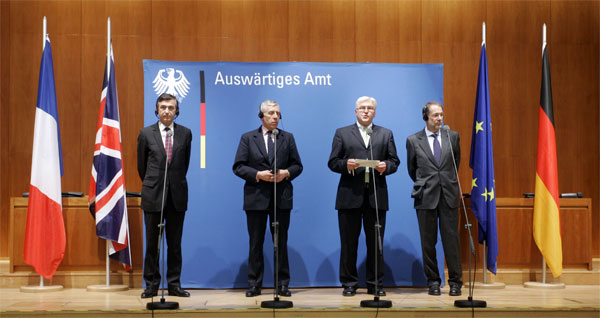
De izquierda a derecha, los ministros de Relaciones Exteriores de Francia, Gran Bretaña y Alemania (Philippe Douste-Blazy, Jack Straw y Frank-Walter Steinmeier respectivamente) y Javier Solana, jefe de política exterior de la Unión Europea, durante una reunión en Berlín.

Se denomina G-3 al grupo de los tres países europeos (Alemania, Francia e Italia) más ricos y poderosos de la Unión Europea: el producto interno bruto de cada uno de ellos supera los 2 billones de dólares estadounidenses, y también son los principales países fundadores de la original Comunidad Europea.
Su última reunión tuvo lugar en agosto de 2016 en la isla de Ventotene, Italia, para tratar de "relanzar la UE" tras la inminente salida del Reino Unido de la Unión Europea (Brexit).
El 26 de noviembre de 2021, Francia e Italia hacen oficial la firma del Tratado del Quirinal, firmado por el primer ministro Mario Draghi y el presidente Emmanuel Macron en el Palacio del Quirinal en Roma. Tiene como objetivo proporcionar un marco estable y formalizado para la cooperación en las relaciones entre los dos países, siendo una especie de equivalente transalpino al Tratado del Elíseo y el Tratado de Aquisgrán, los cuales organizan y rigen las relaciones franco-alemanas. El tratado es visto como un intento de hacer contrapeso al poder de facto que goza Alemania en la Unión Europea, buscando así Italia y Francia tener un papel mucho más clave y consolidado en la UE con el nuevo eje Paris-Roma.

## Post-Brexit
Decididos a mantener el proyecto intacto a raíz de la votación en el Reino Unido para salir de la Unión Europea (2016), Alemania, Francia e Italia resurgieron como los "Tres Grandes", pidiendo una mayor integración en varias cumbres trilaterales en Berlín, París y Ventotene.
| País     | Población  | Votos en el Consejo Europeo | Votos en el Consejo Europeo | Contribución al Presupuesto de la UE en euros | Contribución al Presupuesto de la UE en euros | Miembros del Parlamento Europeo | EU-4 | G7/G8/G20 | P5 | G4 | Uniting for Consensus |
| -------- | ---------- | --------------------------- | --------------------------- | --------------------------------------------- | --------------------------------------------- | ------------------------------- | ---- | --------- | -- | -- | --------------------- |
| Alemania | 80,716,000 | 29                          | 8.4%                        | 22,218,438,941                                | 21.11%                                        | 96                              | Sí   | Sí        | No | Sí | No                    |
| Francia  | 66,616,416 | 29                          | 8.4%                        | 17,303,107,859                                | 16.44%                                        | 74                              | Sí   | Sí        | Sí | No | No                    |
| Italia   | 60,782,668 | 29                          | 8.4%                        | 14,359,479,157                                | 13.64%                                        | 73                              | Sí   | Sí        | No | No | Sí                    |